# Leitziel (Didaktik)
Als Leitziele bezeichnet man in der Erziehungswissenschaft, speziell der Didaktik, die erstrebenswerten übergeordneten Zielsetzungen im Lernprozess. In der Hierarchie der Zielprogrammatik bilden sie die oberste, relativ abstrakte Kategorie. Leitziele schlagen sich als Leitgedanken in den Lehrplänen, Bildungsplänen und Curricula nieder. Aus ihnen werden die konkreten Lernziele und Lehrziele abgeleitet, die im Bildungsbetrieb erreicht werden sollen.

## Begriff
Leitziele oder Leitlinien sollen das pädagogische Denken bestimmen und die aus ihm heraus entwickelten Handlungskonzepte steuern. Leitziele geben nur eine allgemeine Orientierung vor. Sie bedürfen noch einer Konkretisierung, wenn sie praxiswirksam werden sollen. Dieses leisten die von ihnen abgeleiteten sogenannten Lernziele und die weiter aufgeschlüsselten Grob- und Fein-, Nah- und Fern-, Zwischen- und Endziele.  Sie sind so strukturiert, dass sie sich operationalisieren,  in der Praxis realisieren und anschließend evaluieren  lassen.
Leitziele können einen unterschiedlichen Abstraktheitsgrad annehmen. So lässt sich das Erziehungsziel der Allgemeinbildenden Schulen als „Erziehung zu einer eigenständigen Persönlichkeit und  einem vollwertigen Glied der Wertegemeinschaft“ formulieren. Es können aber auch detailliertere  Angaben zur Kennzeichnung einfließen wie die Erziehung zu Toleranz, Gewaltlosigkeit, Kritikfähigkeit, Achtung der Menschenrechte, Freiheit des Denkens und der Meinungsäußerung, zur demokratischen Gesinnung etc.  Es kann auch eine Reihe von Leitzielen fixiert werden, die Einstellung und Verhaltensweisen bestimmen sollen.

## Leitziele im allgemeinen Bildungswesen
Das Bildungswesen erhält seine Leitziele einerseits aus dem Wertekanon der Gesellschaft, wie er etwa in den  Menschenrechten, für die Bundesrepublik Deutschland im Grundgesetz und in den Verfassungen der Länder verankert ist. So erteilen beispielsweise die Landesverfassung und das Schulgesetz von Baden-Württemberg den übergreifenden Auftrag, „…die Kinder auf der Grundlage christlicher und abendländischer Bildungs- und Kulturwerte“ zu erziehen (Bildungsplan Grundschule, Stuttgart 2004). Den einzelnen Fächern wiederum sind diese speziell betreffende Leitziele bzw. Leitgedanken vorangestellt wie „die Frage nach Gott und der religiösen Dimension des Menschseins“ (katholischer Religionsunterricht),  „die Erschließung der Sprach- und Schriftkultur als Mittel der zwischenmenschlichen Verständigung, Selbstreflexion und Umweltvermittlung“ (Deutschunterricht) oder „Vermittlung von Bewegung und Spiel als Zugang zur Welt, Prinzip des Lernens, Ausdrucksmöglichkeit, Weg zu Sozialität, Gesundheit und Wohlbefinden“ (Fächerverbund Bewegung, Spiel und Sport).
Andererseits  bilden Lehrpläne die  Qualifikationen ab, die für den Einzelnen und die Gemeinschaft als notwendig und förderlich angesehen werden. So formuliert der Freistaat Bayern beispielsweise in Art. 131 (2)  seiner  Verfassung als „Oberste Bildungsziele“ Selbstbeherrschung, Verantwortungsgefühl, Hilfsbereitschaft, Solidarfähigkeit, Selbstbestimmung, Urteils- und  Kritikfähigkeit.

## Leitziele in speziell ausgerichteten Schulen
Einzelne, bisweilen ideologisch formierte Bildungseinrichtungen, unterstellen ihre Erziehungsarbeit gern einer Leitidee, die für die gesamte Schulgemeinschaft verbindlich  ist und zur Orientierung und als Entscheidungshilfe für die praktischen Unterrichtsmaßnahmen dienen soll. Dazu können sogenannte Schulprogramme entwickelt werden, die das gemeinsame Leitbild konkretisieren und evaluierbar machen.
Auf diese Weise besteht die Möglichkeit einer eigenen Profilbildung, die sich von anderen Schularten  und Erziehungseinrichtungen unterscheidet. Außerdem ermöglicht sie die Bündelung der Lehranstrengungen im Sinne einer konsensgetragenen Werteerziehung und eines in sich stimmigen Weltbildes.
Als besonders bedeutsame historische Schulgründungen mit jeweils eigenen charakteristischen Zielvorgaben und Bildungskonzepten können in Auswahl etwa die folgenden gelten:
- die Philanthropinen („Leitbegriff Philanthropie mit Glück, Gleichheit, Ganzheitlichkeit, Natürlichkeit, Menschenliebe als Erziehungsmaximen“)
- die  Montessorischulen („Erziehung vom Kinde aus“)
- die  Freinetschulen („laizistische, religionsfreie, „herrschaftsfreie“ Erziehung“)
- die Waldorfschulen („anthroposophische, ganzheitliche Erziehung“)
- die Alternativschulen („Antiautoritäre Erziehung“)
- die Humanistischen Gymnasien („Menschenbildung auf der Basis des Humanismus und der klassischen europäischen Kultur“)

## Leitziele der Curriculumrevision
Lehrpläne, Bildungspläne bzw. Curricula bedürfen in gewissen Abständen einer Überarbeitung, um die sich verändernde Lebenswirklichkeit angemessen abbilden zu können. Diese Revisionen unterliegen bestimmten Kriterien, die auch als „Leitziele der Curriculumrevision“ bezeichnet werden. Die Didaktiker Siegbert Warwitz und Anita Rudolf beschreiben neun solcher „Leitziele“, die eine zeitgemäße Lehrplanerneuerung zu berücksichtigen hat:
1. Kompetenz der Entscheidungsträger
(Die Curriculum-Planer müssen für die Aufgabe qualifiziert sein)
2. Demokratisierung der Entscheidungsprozesse
(Die Curriculum-Entstehung muss demokratischen Prinzipien folgen)
3. Transparenz der Entscheidungsprozesse
(Die Entscheidungsprozesse müssen für die interessierte Öffentlichkeit durchschaubar und nachvollziehbar sein)
4. Zielplanung und Zielorientierung
(Die einzelnen Zielvorgaben müssen stringent, konkret und wirklichkeitsnah sein)
5. Operationalisierung und Evaluation der Lernziele
(Die Lernziele müssen handlungskonform formuliert  und überprüfbar sein)
6. Objektivierung der Erfolgskriterien
(Der geforderte Lernerfolg muss objektiven Kriterien standhalten)
7. Gegenwarts- und Zukunftsbezogenheit
(Die Erziehungsziele müssen den gegenwärtigen Bedürfnissen der Schüler und den zukünftigen Notwendigkeiten der gesellschaftlichen Teilhabe gerecht werden)
8. Durchsetzbarkeit
(Das Curriculum muss auf gesellschaftlichen Konsens abzielen)
9. Permanente Revision
(Die Revision ist als ein fortdauernder Anpassungsprozess an die gesellschaftlichen Entwicklungen, Wertvorstellungen und daraus resultierenden Aufgaben zu verstehen)

## Taxonomie des didaktischen Zielkomplexes
Erfolgsorientierte Bildungsprozesse bedürfen systematisch aufgebauter und konsequent  eingehaltener Lehr- und Lernstrukturen. Dazu hat die Didaktik bestimmte Konzepte entwickelt. Die oberste Kategorie im noch abstrakten Bereich bilden die Leitziele. Bei Warwitz findet sich das detailliert ausgeführte Beispiel eines hierarchisch aufgebauten Klassifikationsschemas für den Bereich der Verkehrspädagogik, das den Gesamtkomplex der Bildungsaufgaben der Verkehrserziehung in eine übersichtliche Systematik bringt und in ihrer Grundstruktur auch auf andere Erziehungsbereiche übertragbar ist.
So wird etwa  der Weg zur Verkehrsmündigkeit des Fußgängers  in folgender Weise didaktisch strukturiert:
Oberstes Erziehungsziel:
Der mündige, kompetente, selbstständige, verantwortungsfähige Partner im Verkehrsleben
Leitziele:
Selbstkompetenz, Sozialkompetenz, Sachkompetenz, Handlungskompetenz
(die in den Bereichen Persönlichkeitserziehung, Sozialerziehung, Umwelterziehung, Gesundheitserziehung, Mobilitätserziehung, Sicherheitserziehung zu erarbeiten sind)
Lernziele:
Verkehrsgefühl, Verkehrssinn, Verkehrsintelligenz, Verkehrsverhalten
(die in speziellen Aufgaben in den Bereichen „Wissen“, „Können“, „Einstellung“ konkretisiert werden)
Lernkontrollen:
(die in Test-, Quiz-, Turnierform oder im spielerischen Erwerb des Fußgängerdiploms erfolgen können)